# Yukio Shimomura
Yukio Shimomura (下村 幸男 Shimomura Yukio?,  nacido el 25 de enero de 1932 en Hiroshima) es un exfutbolista japonés que se desempeñaba como guardameta.
En 1955, Shimomura jugó para la selección de fútbol de Japón. Shimomura fue elegido para integrar la selección nacional de Japón para los Juegos Olímpicos de Verano de 1956.

## Trayectoria

### Clubes
| Club            | País  | Año         |
| --------------- | ----- | ----------- |
| Toyo Industries | Japón | 1950 - 1961 |

### Selección nacional
| Selección | País  | Año  |
| --------- | ----- | ---- |
| Absoluta  | Japón | 1955 |

## Estadística de equipo nacional
| Selección de Japón | Selección de Japón | Selección de Japón |
| Año                | Part.              | Goles              |
| ------------------ | ------------------ | ------------------ |
| 1955               | 1                  | 0                  |
| Total              | 1                  | 0                  |

## Palmarés

### Distinciones individuales
| Distinción                                      | Año  |
| ----------------------------------------------- | ---- |
| Inducido al Salón de la Fama del fútbol japonés | 2015 |